# Aree marine protette d'Italia
Le aree marine protette fanno parte delle aree naturali protette in Italia.
Sono costituite da tratti di mare, costieri e non, in cui le attività umane sono parzialmente o totalmente limitate. Nelle riserve marine è assolutamente vietato abbandonare rifiuti sulle spiagge. Le seguenti attività sono soggette a regolamentazione variabile: pesca sportiva, pesca professionale, immersione subacquea, ingresso con mezzi di trasporto inquinanti (imbarcazioni a motore, moto, automobili). La tipologia di queste aree varia in base ai vincoli di protezione.
In base all'Elenco ufficiale delle aree naturali protette (EUAP) attualmente vigente (6º aggiornamento del 2010), in Italia si trovano 27 aree marine protette, che coprono una superficie a mare di circa 222 442 ettari. A queste si aggiungono due parchi sommersi (Baia e Gaiola) e il Santuario Internazionale dei mammiferi marini, anche chiamato Santuario dei cetacei.

## Aree sovraregionali

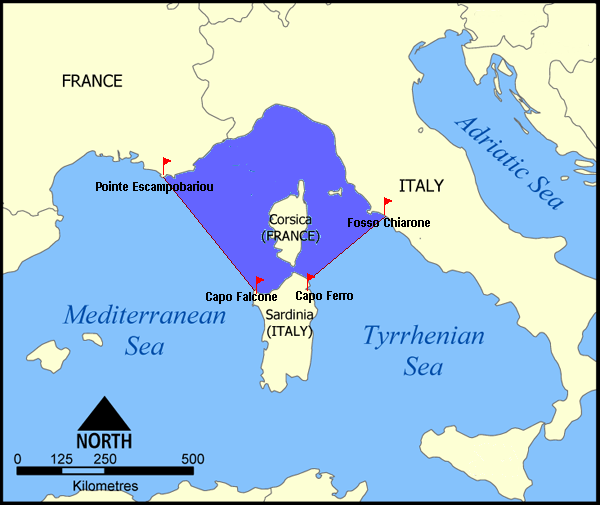
Santuario dei Cetacei

- Santuario dei Cetacei (esteso a Liguria, Toscana, parte settentrionale della Sardegna, Corsica e parte orientale della costa mediterranea francese)

## Abruzzo
- Area marina protetta Torre del Cerrano

## Calabria
- Area naturale marina protetta Capo Rizzuto

## Campania
- Punta Campanella
- Area marina protetta Regno di Nettuno
- Area marina protetta Santa Maria di Castellabate
- Area marina protetta Costa degli Infreschi e della Masseta
- Parco sommerso di Baia
- Parco sommerso di Gaiola

## Friuli Venezia Giulia
- Riserva naturale marina di Miramare nel Golfo di Trieste

## Lazio
- Area naturale marina protetta Isole di Ventotene e Santo Stefano
- Area naturale marina protetta Secche di Tor Paterno

## Liguria
- Area marina protetta Cinque Terre

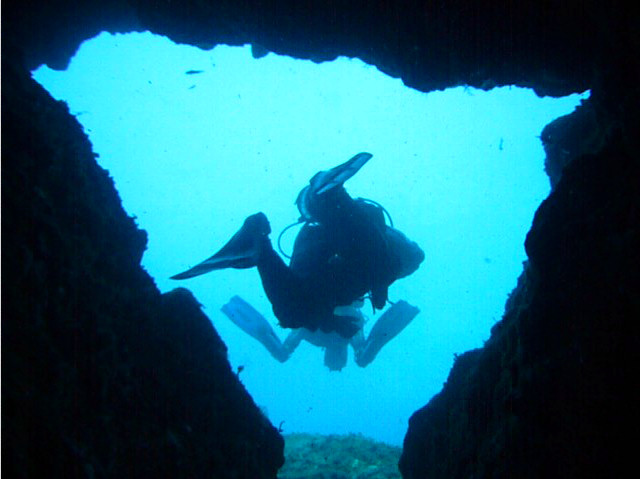
Grotta della Colombara - AMP Portofino.

- Area naturale marina protetta Portofino
- Area marina protetta Isola di Bergeggi

## Puglia

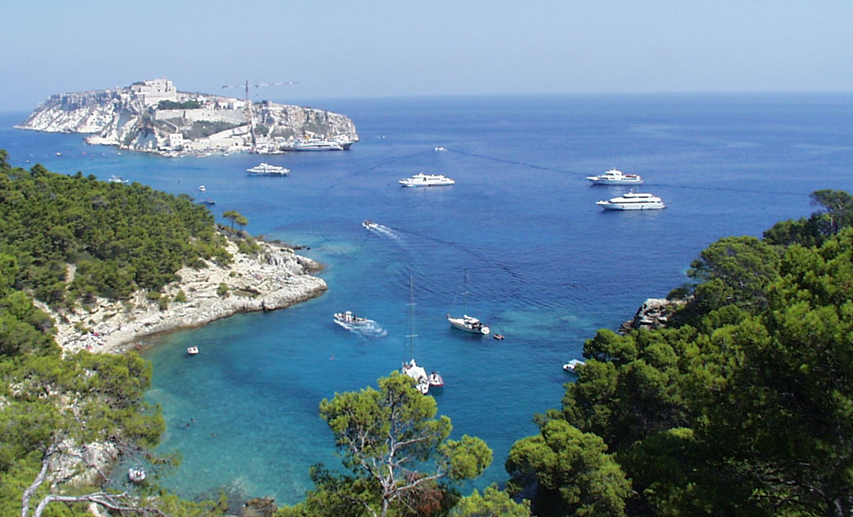
Isole Tremiti.

- Riserva naturale marina Isole Tremiti
- Riserva naturale marina Torre Guaceto
- Area naturale marina protetta Porto Cesareo

## Sardegna

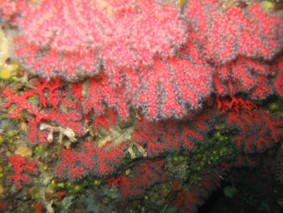
Corallium rubrum nella grotta di Amphitrite – AMP Capo Caccia.

- Area naturale marina protetta Capo Carbonara
- Area marina protetta Penisola del Sinis - Isola Mal di Ventre
- Area naturale marina protetta Tavolara - Punta Coda Cavallo
- Area naturale marina protetta Capo Caccia - Isola Piana
- Area marina protetta Isola dell'Asinara

## Sicilia

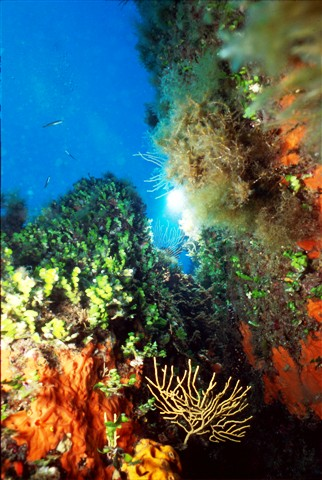
AMP Capo Gallo.

- Area marina protetta Isola di Ustica
- Area marina protetta Isole Ciclopi
- Riserva naturale marina Isole Egadi
- Area marina protetta Isole Pelagie
- Area naturale marina protetta Capo Gallo - Isola delle Femmine
- Area marina protetta Plemmirio

## Toscana
- Area marina protetta Secche della Meloria